# Gávea

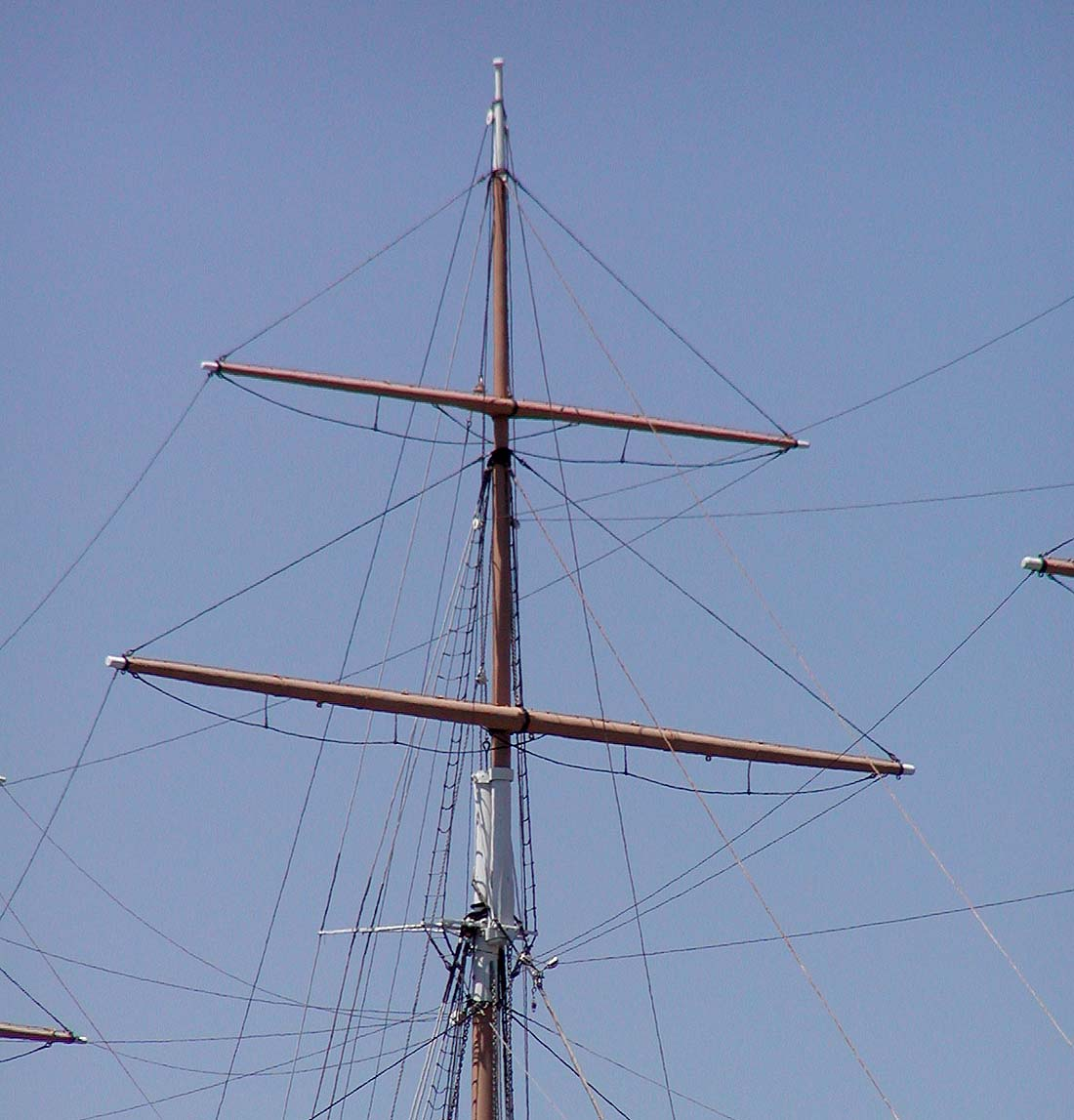
fotografia retratando o topo de moderno mastro de gávea

Gávea, na engenharia naval, é cada um dos mastaréus que são dispostos acima dos mastros reais. Nas embarcações com três velas, é a que se situa ao centro, entre o mastaréu do velacho e o da gata.

## Partes
A gávea é um mastro que tem, basicamente, três partes:
- Romã: a parte grossa do mastro, cilíndrica;
- Calcês: parte superior, geralmente retangular, na extremidade do mastaréu;
- Vergas: são as traves em que se prendem as velas.

## Cesto da gávea
Na gávea, por ser o ponto mais elevado na embarcação, é que se construía o cesto de observação, chamado cesto da gávea, para monitoramento nos navios onde os vigias perscrutavam o horizonte em busca de sinais de terra. Geralmente com a forma de uma pequena cesta suficientemente grande para abrigar um ou poucos homens, esta peça encontrava-se no alto dos mastros ou torres próprias das caravelas ou navios. Dada a sua situação, a gávea era um lugar muito instável pois era onde se manifestava com maior intensidade a oscilação e o rolamento lateral da embarcação. Os cestos prendiam-se à gávea por meio de curvatões.
Segundo o folclore da época das grandes navegações, era do alto da gávea que um grumete (ou gajeiro) gritava "terra à vista!" ao avistar terra firme na linha do horizonte.

## Metonímia
Por metonímia, também são chamadas gávea a cada uma das peças de madeira ou metal, de formato cilíndrico ou em fuso, que cruza o mastro da gávea ou nele se prende, com nome de verga, como as velas ali presas; da mesma forma o cesto de gávea também passou a ser chamado simplesmente de gávea.